# Willis (Teksas)
Willis – miasto w Stanach Zjednoczonych, w stanie Teksas, w hrabstwie Montgomery. Nazwane na cześć miejscowych przedsiębiorców, braci Willis, którzy przekazali teren na budowę miasta oraz linii kolejowej.

## Demografia
Według przeprowadzonego przez United States Census Bureau spisu powszechnego w 2010 miasto liczyło 5 662 mieszkańców, co oznacza spadek o 85,8% w porównaniu do roku 2000. Natomiast skład etniczny w mieście wyglądał następująco: Biali 56,7%, Afroamerykanie 18,2%, Azjaci 0,4%, pozostali 24,7%. Kobiety stanowiły 52,2% populacji.